# Hypothèse de l'univers mathématique
En physique et en cosmologie, l'hypothèse mathématique de l'univers (en anglais mathematical universe hypothesis, MUH), également connue comme la struogonie (de structure, en latin : struō), est une théorie du tout proposée par le cosmologue Max Tegmark, dans son livre de 2014 The mathematical universe,.

## Description
La MUH de Tegmark est : Notre réalité physique externe est une structure mathématique. Autrement dit, l'univers physique est non seulement décrit par les mathématiques, mais est mathématiques (en particulier, est une structure mathématique). L'existence mathématique est égale à l'existence physique, et toutes les structures qui existent mathématiquement existent aussi physiquement. Les observateurs, y compris les humains, sont des « sous-structures conscientes d'elles-mêmes ». Dans toute structure mathématique suffisamment complexe pour contenir de telles sous-structures, ils « se percevront subjectivement comme existant dans un monde physiquement 'réel' ».
La théorie peut être considérée comme une forme de pythagoricisme ou de platonisme en ce qu'elle propose l'existence d'entités mathématiques ; une forme de monisme mathématique en ce qu'elle nie qu'il n'existe rien d'autre que des objets mathématiques ; et une expression formelle du réalisme structurel ontique.
Tegmark affirme que l'hypothèse n'a pas de paramètres libres et n'est pas exclue par observation. Ainsi, elle est préférable à toute autre théorie du tout par le rasoir d'Ockham. Tegmark renforce la MUH avec une deuxième hypothèse, l'hypothèse de l'univers calculable (abrégé CUH en anglais), énonçant que la structure mathématique qui est notre réalité physique externe est définie par des fonctions calculables.
La MUH est liée à la catégorisation de Tegmark des multivers en quatre niveaux. Cette catégorisation postule une hiérarchie imbriquée, avec des mondes correspondant à différents ensembles :
- de conditions initiales (niveau 1) ;
- de constantes physiques (niveau 2) ;
- de branches quantiques (niveau 3) ;
- et d'équations ou de structures mathématiques totalement différentes (niveau 4).

## Réception
Andreas Albrecht a qualifié l'hypothèse de l'univers mathématiques de solution « provocatrice » à l'un des problèmes centraux de la physique. Bien qu'il « n'oserait pas » aller jusqu'à dire qu'il y croit, il note qu' « il est en fait assez difficile de construire une théorie où tout ce qui est se limite à tout ce que nous voyons ».

## Critiques et réponses

### Définition de l'ensemble
Jürgen Schmidhuber affirme que « bien que Tegmark suggère que '... toutes les structures mathématiques reçoivent a priori le même poids statistique', il n'y a aucun moyen d'attribuer une probabilité égale de non-disparition à toutes structures mathématiques. » Schmidhuber propose un ensemble plus restreint qui n'admet que des représentations d'univers descriptibles par des mathématiques constructives, c'est-à-dire via des programmes informatiques ; par exemple, la Global Digital Mathematics Library et la Digital Library of Mathematical Functions, fournissent des représentations formalisées de théorèmes fondamentaux destinés à servir de blocs de bases pour des résultats mathématiques supplémentaires. Il inclut explicitement les représentations d'univers descriptibles par des programmes ne terminant pas dont les bits en sortie convergent après un temps fini, bien que le temps de convergence lui-même puisse ne pas être prévisible par un programme d'arrêt, en raison de l'indécidabilité du problème de l'arrêt,.

### Cohérence avec le théorème de Gödel
Il a également été suggéré que la MUH est incompatible avec le théorème d'incomplétude de Gödel. Dans un débat à trois entre Tegmark et ses collègues physiciens Piet Hut et Mark Alford, ce dernier déclare que « les méthodes autorisées par les formalistes ne permettent pas de prouver tous les théorèmes dans un système suffisamment puissant... L'idée que les mathématiques sont 'là-bas' est incompatible avec l'idée qu'elles consistent en des systèmes formels. »
La réponse de Tegmark est de proposer une nouvelle hypothèse « que seules les structures mathématiques complètes au sens de Gödel ont une existence physique. Cela réduit considérablement le multivers de niveau 4, plaçant essentiellement une limite supérieure à la complexité, et pourrait avoir pour effet attrayant d'expliquer la relative simplicité de notre univers. » Tegmark poursuit en notant que bien que les théories conventionnelles en physique soient indécidables (au sens de Gödel), la structure mathématique réelle décrivant notre monde pourrait toujours être Gödel-complète, et « pourrait en principe contenir des observateurs capables de penser aux mathématiques Gödel-incomplètes, de la même manière que les machines de Turing peuvent prouver certains théorèmes d'incomplétude sur les systèmes formels tels que l'arithmétique de Peano. » Dans la section VII de son livre, il donne une réponse plus détaillée, proposant comme alternative à MUH l' « hypothèse de l'univers calculable » (CUH) plus restreinte qui ne comprend que des structures mathématiques suffisamment simples pour que le théorème de Gödel ne les oblige pas à contenir des théorèmes indécidables. Tegmark admet que cette approche est confrontée à de « sérieux défis », notamment :
- elle exclut une grande partie du paysage mathématique ;
- la mesure de l'espace des théories admises peut elle-même être incalculable ;
- « pratiquement toutes les théories de la physique dogmatique violent la CUH ».

### Observabilité
Stoeger, Ellis et Kircher remarquent que dans une véritable théorie des multivers, « les univers sont alors complètement disjoints et rien de ce qui se passe dans l'un d'eux n'est causalement lié à ce qui se passe dans un autre. Cette absence de tout lien causal dans de tels multivers les place vraiment au-delà de tout support scientifique ». Ellis critique spécifiquement la MUH, en cela qu'un ensemble infini d'univers complètement déconnectés non testable. Tegmark maintient que MUH est testable, maintenant en section VIII que l'hypothèse prédit :
- que « la recherche en physique découvrira des régularités mathématiques dans la nature » ;
- en supposant que nous occupons un membre typique du multivers des structures mathématiques[3].

### Plausibilité du platonisme radical
la MUH est basé sur la vision platonicienne radicale selon laquelle les mathématiques sont une réalité externe. Cependant, Jannes soutient que « les mathématiques sont au moins en partie une construction humaine », en partant du principe que si c'est une réalité externe, alors elle devrait également être trouvée chez d'autres animaux : « Tegmark soutient que si nous voulons donner une description complète de la réalité alors nous aurons besoin d'un langage indépendant des humains, compréhensible pour les entités sensibles non humaines comme les extraterrestres et les futurs superordinateurs ». Brian Greene argumente de même : « La description la plus profonde de l'univers ne devrait pas nécessiter de concepts dont le sens repose sur l'expérience ou l'interprétation humaine. La réalité transcende notre existence et ne devrait donc pas, de manière fondamentale, dépendre des idées de nature humaine. »
Cependant, il existe de nombreuses entités non humaines, dont beaucoup sont intelligentes et dont beaucoup peuvent appréhender, mémoriser, comparer et même additionner approximativement des quantités numériques. Plusieurs animaux en particulier réussissent le test du miroir. Mais malgré quelques exemples surprenants d'abstraction mathématique (par exemple, les chimpanzés peuvent être entraînés à effectuer des additions symboliques avec des chiffres), tous des exemples d'intelligence animale par rapport aux mathématiques sont limités aux capacités de comptage de base. Il ajoute : « Il devrait exister des êtres intelligents non humains qui comprennent le langage mathématique avancé. Cependant, aucun des êtres intelligents non humains que nous connaissons ne confirme le statut des mathématiques (avancées) en tant que langage objectif. » Dans l'article « On Math, Matter and Mind », l'auteur détaille l'évolution des mathématiques avec le temps, il n'y a « aucune raison de penser qu'elles convergent vers une structure définie, avec des questions fixes et des moyens établis pour les aborder », et que « la position radicalement platonicienne n'est qu'une autre théorie métaphysique comme le solipsisme... En fin de compte, la métaphysique exige simplement l'utilisation d'un langage différent pour dire ce que nous savions déjà.» Tegmark répond en section VI que « la notion de structure mathématique est rigoureusement définie dans n'importe quel livre sur la théorie des modèles » et que les mathématiques non humaines ne seraient différentes des nôtres que « parce que nous découvrons une partie différente de ce qui est en fait une image cohérente et unifiée. » Dans son livre de 2014 sur la MUH, Tegmark soutient que la résolution n'est pas que nous inventions le langage des mathématiques mais que nous découvrions la structure des mathématiques.

### Coexistence de toutes les structures mathématiques
Don Page argumente que « Ultimement, il ne peut y avoir qu'un seul monde et, si les structures mathématiques sont suffisamment larges pour inclure tous les mondes possibles, du moins le nôtre, il doit y avoir une structure mathématique unique qui décrit la réalité ultime. Je pense donc que c'est un non-sens logique de parler des multivers de niveau 4 dans le sens de la coexistence de toutes les structures mathématiques. » Cela signifie qu'il ne peut y avoir qu'un seul corpus mathématique. Tegmark répond en section V que « cela est moins incompatible avec le niveau 4 qu'il n'y paraît, car de nombreuses structures mathématiques se décomposent en sous-structures indépendantes, et des structures distinctes peuvent être unifiées ».

### Cohérence avec notre «univers simple»
Alexandre Vilenkin commente que « le nombre de structures mathématiques augmente avec la complexité de manière croissante, ce qui suggère que les structures « typiques » devraient être horriblement grandes et encombrantes. Cela semble être en conflit avec la beauté et la simplicité des théories décrivant notre monde ». Il poursuit en notant que la solution de Tegmark à ce problème (l'attribution de « poids » inférieurs aux structures plus complexes) semble arbitraire et peut ne pas être logiquement cohérente.

### Rasoir d'Ockham
Tegmark a été critiqué d'avoir mal compris la nature et l'application du rasoir d'Ockham ; Massimo Pigliucci rappelle que « le rasoir d'Ockham n'est qu'une heuristique utile, mais il ne doit pas être utilisé comme arbitre final pour décider quelle théorie privilégier ».